# Comuna Volodîmîrivka, Apostolove
Volodîmîrivka (în ucraineană Володимирівка) este o comună în raionul Apostolove, regiunea Dnipropetrovsk, Ucraina, formată din satele Serhiivka, Șevcenko și Volodîmîrivka (reședința).

## Demografie
Componența lingvistică a satului Volodîmîrivka
     Ucraineană (92,04%)
     Rusă (6,46%)
     Alte limbi (0,89%)
Conform recensământului din 2001, majoritatea populației satului Volodîmîrivka era vorbitoare de ucraineană (92,04%), existând în minoritate și vorbitori de rusă (6,46%).